# 江陵之战 (208年)
江陵之战是东汉末年孙权和刘备联军对抗曹操的战事。此战是赤壁军事行动的一部分，在208年曹操军於赤壁之战的水战和夷陵之战之后的乌林陆地遭遇战中溃败后立刻开战。其中乌林的战事是赤壁之战的副产物，不可混同。
江陵城與當陽北方周围激战正酣时，荆南却没有太多激烈的战斗。除了稍早於夷陵之战隔絕了劉璋的益州诸城之外，由于不能把江陵从支援它的城市中孤立出来，战事演变成消耗战，最终因曹操军大量伤亡告终。约一年后，曹操无力应对人力物力的持续损耗，命曹仁撤离江陵。

## 背景
赤壁大胜后，孙刘联军实施下一步战略，将撤退的曹操军往江陵（在今荆江，非今湖北江陵县）驱赶，并试图夺取南郡。为了打通进军江陵的通道，孙权占领了江夏郡南岸的沙羡、鄂县、下雉等地。

## 战役

### 绝曹仁粮道
周瑜担心曹操分散在各处战略要地并未受损的各队精兵共计十万，刘备建议周瑜断绝江陵的补给，以赶走曹仁。故周瑜劝刘备派关羽通过渗透战斗阻断曹仁的粮道，让关羽越过江陵的战略要点攻击敌后，孤立江陵，以便协同进攻。刘备命张飞、关羽统兵。关羽受命，率军北上阻拦敌援军，阻断主要道路。关羽和苏飞率水军和二千人的偏师沿汉水而上，关羽的二千人北上深入曹軍防線二百里，攻擊江陵北方的汉津等地。把守襄阳的乐进發兵驱逐。曹仁遣派江陵的徐晃與当阳的滿寵聯軍企圖夾擊奪回关羽控制的漢津口，但是沒有成功。
关羽數千人又東上繞過駐軍當陽的满宠，佔據荆城（今湖北荊門市钟祥市西南）並攻擊寻口（鍾祥市漢水西岸），屯駐夏口的文聘與乐進趕往救援。文聘水軍又去搶奪关羽在汉津的辎重物資，並在荆城燒毀关羽的战船，成功打退關羽軍的進攻。但北方的乐進、满宠、文聘等人，也始終沒有南下江陵救援曹仁，也無法攻擊周瑜軍。北方數萬曹軍被跟關羽連續對峙與戰鬥牽制，刘备與周瑜断绝江陵外援的作戰獲得一定的成果。

### 刘备與刘琦收復荆南之戰
荆州在长江以南还有四郡在曹操管下，当时北上驅逐關羽未果的徐晃南歸，跟曹仁會師攻擊周瑜。正是曹仁與周瑜大戰方酣之際。刘备以刘琦为荆州刺史帶部南下進兵荆南。四郡武陵金旋、长沙韩玄、桂阳赵範、零陵刘度皆望風歸降。之后刘备以诸葛亮为军师中郎将，总督长沙、桂阳、零陵政务。
同時庐江的雷绪军主动来投，使他的军力大增。雷绪在得知曹操乌林败绩后，就在庐江起事。曹操先前将旧部分散在江北以防叛乱的部署起了作用：他很快派夏侯渊召集军队平乱，雷绪虽战败且失去地盘，但率部数万口投靠刘备，增强了刘备的力量。

### 僵持
孙刘联军虽然也受到了损失，但和曹操军相比較輕。几个月前，曹仁在一次夺回夷陵的尝试中损失了三千多精骑兵，他和来援的徐晃也无力压制独力守御周瑜大营的凌统。因此江陵守军士气低落，曹仁也知道自己需要采取措施改变战局。为防士气继续低落，他募得士兵三百人，组成由将军牛金率领的突击队，希望他们在战场上取得小胜或表现出勇敢来振奋士气。当敌军前部来到城外时，这股小部队被围。曹仁令帐下数十壮士准备相救，长史陈矫劝止：“敌军士气正盛，就算我们损失几百人又如何。”曹仁无视陈矫恳求，出城衝入敌军。陈矫看不到曹仁，以为他已阵亡。但其實曹仁第一次入陣就救出了牛金，又回头去救其余的人。曹仁率部安全退回城中，他和牛金部的战死者合计也只有数人。陈矫吃惊之余叹道：“将军真天人也。”曹操很快得知，因曹仁在此战中的英勇表现赐封他为安平亭侯。受到嘉奖的曹仁在城外扎营。周瑜亲自率军突袭曹仁营，一次右肋中箭，受了重伤。

### 曹仁撤退
战爭過了一年，曹操雖持续增派援军與北方諸将意圖突破聯軍對江陵的封鎖線，豫州的太守李通企圖迎回曹仁從江陵北上突圍，但李通在戰到中途突然病死。最終，曹仁軍傷亡者眾多，堅持不下而退出江陵。此戰後，孙权军控制長江中下游，以及與西蜀的劉璋接壤，实现了攻取长江中游要地南郡的目标。另一方面，劉備則在荊南四郡培植力量，以趙雲領桂陽太守，让向朗总督秭歸、夷道、巫山、夷陵四縣。就此，孙权則以黃蓋領武陵太守。而周瑜就分公安給劉備屯駐。

## 戰後影響
戰後孫權與劉備就荊州的分配權出現矛盾，劉備為此更主動找孫權要求土地；而孙权基於政治考量害怕他反叛，故安排妹妹嫁给刘备。直至周瑜死後，主张联劉抗曹的魯肅上台，建議讓劉備督導荊州，才得以延遲雙方因荊州問題而決裂。刘备自此成為完全獨立的軍閥，也具备了入侵益州的条件，并将于211年进军益州。
因为随着双方对抗的停止和战斗转为围城，曹操于209年3月退回位于谯的前沿基地，孙权也放弃了东线对合肥的进攻，传统认为江陵之战是赤壁军事行动的完结，江陵围城战的余下战事也不再被大多史学家认作赤壁军事行动的一部分了。孙权攻陷江陵通常被认为是赤壁军事行动的战果。

## 参战人员
|  | - 征南將軍曹仁，屯江陵 - 长史陈矫 - 橫野將軍徐晃 - 部将牛金 - 襄陽太守乐进 - 汝南太守李通 - 江夏太守文聘 - 奮威將軍满宠 |  | 孙劉聯军 孫權方 左都督 偏将军 中護軍 周瑜 ，孙權軍主帥 右都督 裨將軍 盪寇 中郎將 程普 ，孙權軍副帥 中郎將 韩当 橫野中郎將 吕蒙 承烈都尉 凌统 宜春 長 周泰 當口 令 甘宁 劉備方 左將軍 刘备 ，孫權軍友軍兼己方主帥 荆州刺史 刘琦 偏將軍 关羽 ，刘备水军统领 中郎将 张飞 临沮 长 向朗 |

## 演绎
为了戏剧效果，在很多文学作品中，刘备征服江南四郡被写成分离的战事，并有关羽和黄忠的对决，成为京剧等其他文艺的创作资源。事实上，这些都并非事实。
与罗贯中在历史小说《三国演义》所述相反的是，韩玄并未被魏延所杀，史书也没记载魏延在此时加入刘备军乃至参与此战。